# Turi Tholus
Il Turi Tholus è una struttura geologica della superficie di Venere.